# Cercoceracris viridicollis
Cercoceracris viridicollis är en insektsart som beskrevs av Marius Descamps 1980. Cercoceracris viridicollis ingår i släktet Cercoceracris och familjen gräshoppor. Inga underarter finns listade i Catalogue of Life.